# Janja (Ort)
Janja (serbisch-kyrillisch Јања) ist eine Kleinstadt im unteren Podrinje im Nordosten von Bosnien und Herzegowina und gehört zu der Gemeinde Bijeljina.

## Geografie

### Geografische Lage
Die Siedlung gehört zur Gemeinde Bijeljina und ist 11 km von der gleichnamigen Stadt in südlicher Richtung entfernt. Durch Janja fließt der gleichnamige Fluss Janja, der zwei Kilometer vom Ortszentrum entfernt in die Drina mündet. Die ganze Region wird unter dem Begriff Semberija zusammengefasst und verfügt über große Ebenen. Die Fläche umfasst 189 km². Nach dem Zerfall Jugoslawiens in den 1990er Jahren fielen etwa 4,5 km² der Ortsgemarkung an Serbien, da die Drina eine natürliche Grenze bildet und dieser Teil auf dem rechten Ufer des Flusses liegt.

### Ortsteile
Brzava, Ciganluk, Delić Mahala, Dugo Polje, Durgutović Mahala, Džafić Mahala, Madić Mahala, Polutine, Šarampov, Šehić Mahala, Smajić Mahala, Varoš,
Gornja Mahala, Preljev, Carsija, Basceluci, Šor

## Bevölkerung

### Einwohnerentwicklung
Bevölkerung laut Volkszählung 1971:
- Gesamt 1971: 7.945
- Muslime: 7.495 (94,33 %)
- Serben: 320 (4,02 %)
- Jugoslawen: 40 (0,50 %)
- Kroaten: 10 (0,12 %)
- Andere: 80 (1,00 %)

Bevölkerung laut Volkszählung 1981:
- Gesamt 1981: 9.226
- Muslime: 8.451 (91,59 %)
- Jugoslawen: 502 (5,44 %)
- Serben: 143 (1,54 %)
- Kroaten: 3 (0,03 %)
- Andere: 127 (1,37 %)

Bevölkerung laut Volkszählung 1991:
- Gesamt 1991: 10.458
- Muslime: 9.871 (94,38 %)
- Serben: 221 (2,11 %)
- Jugoslawen: 182 (1,74 %)
- Kroaten: 17 (0,16 %)
- Andere: 167 (1,59 %)

(Quelle:)

## Geschichte
Bis in die Gegenwart ist die Region nur wenig erforscht worden. So lässt sich auch nicht genau sagen, ab wann die Ebenen der Siedlung Janja besiedelt wurden. Die ältesten Aufzeichnungen bezeugen, dass spätestens Anfang des 18. Jahrhunderts Janja erwähnt wird. Zu diesem Zeitpunkt war es als ein Ort mit bedeutendem Handelsgewerbe bekannt und einer Einwohnerzahl von etwa 4.000.
Zur Zeit der Osmanen hatte sie den Status einer kasaba, einer Siedlung städtischen Charakters. Dann wurde sie in eine nahija und später in einen ajnaluk umgewandelt. Von 1867 bis 1878 war Janja ein mudirat, eine sogenannte Außenstelle und zu osmanischer Zeit damit über dem Rang einer Gemeinde. Seit der Okkupation Bosniens durch Österreich-Ungarn 1878 bis ins Jahr 1961 war Janja eine selbstständige Gemeinde mit einer Fläche von 189 km² und wurde danach mit der Gemeinde Bijeljina vereint. Von 1885 bis 1887 wurde im nördlichen Zentrum von Janja die Serbisch-orthodoxe Kirche Hl. Prophet Elias erbaut.
Während des Bosnienkrieges gehörte Janja zu den ersten Zielen der jugoslawischen Invasion und durchlebte wie ein großer Teil Ostbosniens ethnische Säuberungen gegenüber der nicht-serbischen Bevölkerung. So verließen Tausende, meist Muslime, Janja und leben verstreut über 55 Staaten. Ein großer Teil der Binnenflüchtlinge ist langsam nach dem Jahr 2000 zurückgekehrt.

## Wirtschaft
Noch zur Zeit Jugoslawiens war Janja bekannt für fruchtbare Felder und ein bedeutender Industriestandort. Die Landwirtschaft galt durch die Geschichte als wichtigster Wirtschaftsfaktor mit einer Anbaufläche von 14.000 Hektar. Auf den Feldern wurden Getreide und verschiedene Gemüsesorten angebaut. Janja ist so wie die gesamte Semberija Region für den Anbau von Gemüsekohl bekannt. Die Einwohner werden daher liebevoll kupusari genannt.
Neben der fruchtbaren Erde verfügt die Gegend um Janja noch über Wasserkraft und den Kies aus dem Fluss Drina als einzige natürliche Rohstoffe.

## Infrastruktur

### Schulwesen und Bildung
Janja verfügt über eine Grundschule.

### Gesundheitssystem
Im Ort gibt es ein Gesundheitszentrum (Dom zdravlja) und dient für Erstversorgung. Alle ernst zu nehmenden Verletzungen und Krankheiten bedürfen einer Einweisung in das Gesundheitszentrum und Krankenhaus von Bijeljina.

### Medien
In Janja ist der Radiosender FM Studio Janja 104,2 MHZ beheimatet.

### Verkehr
Janja liegt an der Straße Bijeljina-Šepak-Zvornik und gehört zu einer Durchfahrortschaft insbesondere für Linienbusse.
Im Sommer 2012 wurde bei Janja eine Fähre für Kleinfahrzeuge und landwirtschaftliche Maschinen über die Drina als Verbindung zwischen Bosnien-Herzegowina und Serbien installiert. Diese Fähre ermöglicht einen schnelleren Transport von Janja über die Drina nach Serbien, als dies bisher der Fall war.
Täglich verkehren mehrere Linienbusse zwischen Janja und Bijeljina. Zudem finden sich im Zentrum der Siedlung, in der sogenannten Čaršija, permanent Taxis, die unter anderem nach Bijeljina fahren. International verkehren zwei Buslinien, die Janja mit Wien verbinden: Semberija Trans und Viena Tours.

## Sport
Seit dem Jahr 1919 wird in Janja Fußball gespielt. In Janja sind drei Fußballvereine beheimatet: FK Podrinje Janja und OFK Janja 2009.

### FK Podrinje Janja
Der Verein wurde 1919 gegründet und spielt in der 1. Liga der Republika Srpska. Im gesamtstaatlichen Kontext Bosnien-Herzegowinas ist der Verein zweitklassig. In den 96 Jahren des Bestehens brachte der Verein mehrere große Namen des jugoslawischen Fußballs heraus. So spielten unter anderem Savo Milošević, der unter anderem das Trikot von FK Partizan Belgrad, Aston Villa, Real Saragossa, FC Parma und Celta de Vigo trug; die Brüder Husref und Vahidin Musemić, die einst in der goldenen Ära des FK Sarajevo national und international für Furore sorgten, beim FK Podrinje Janja bzw. begannen in der Jugend des Vereins und entwickelten sich zu namhaften Fußballspielern.

## Galerie

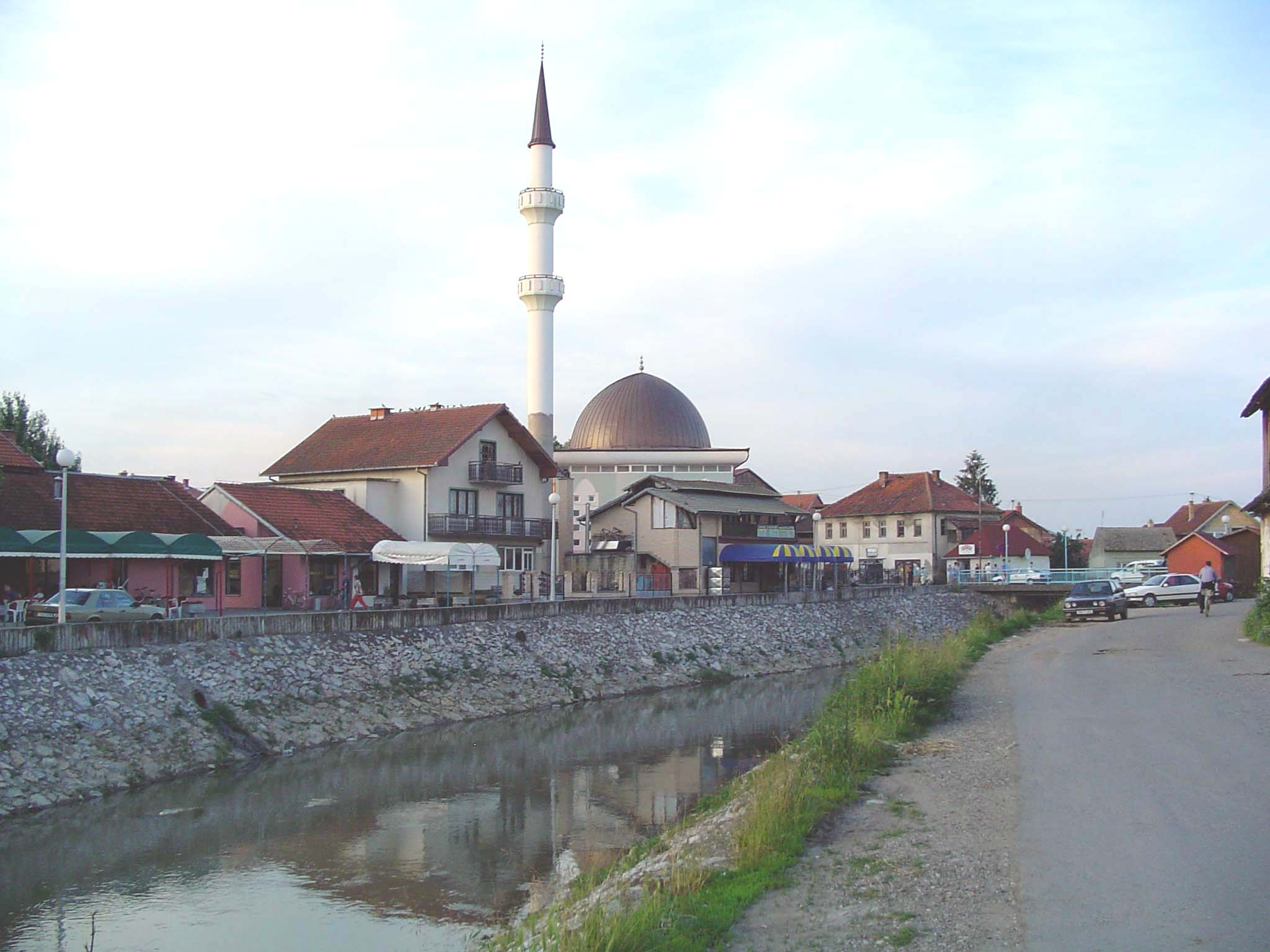
Zentrum von Janja am Fluss Janja
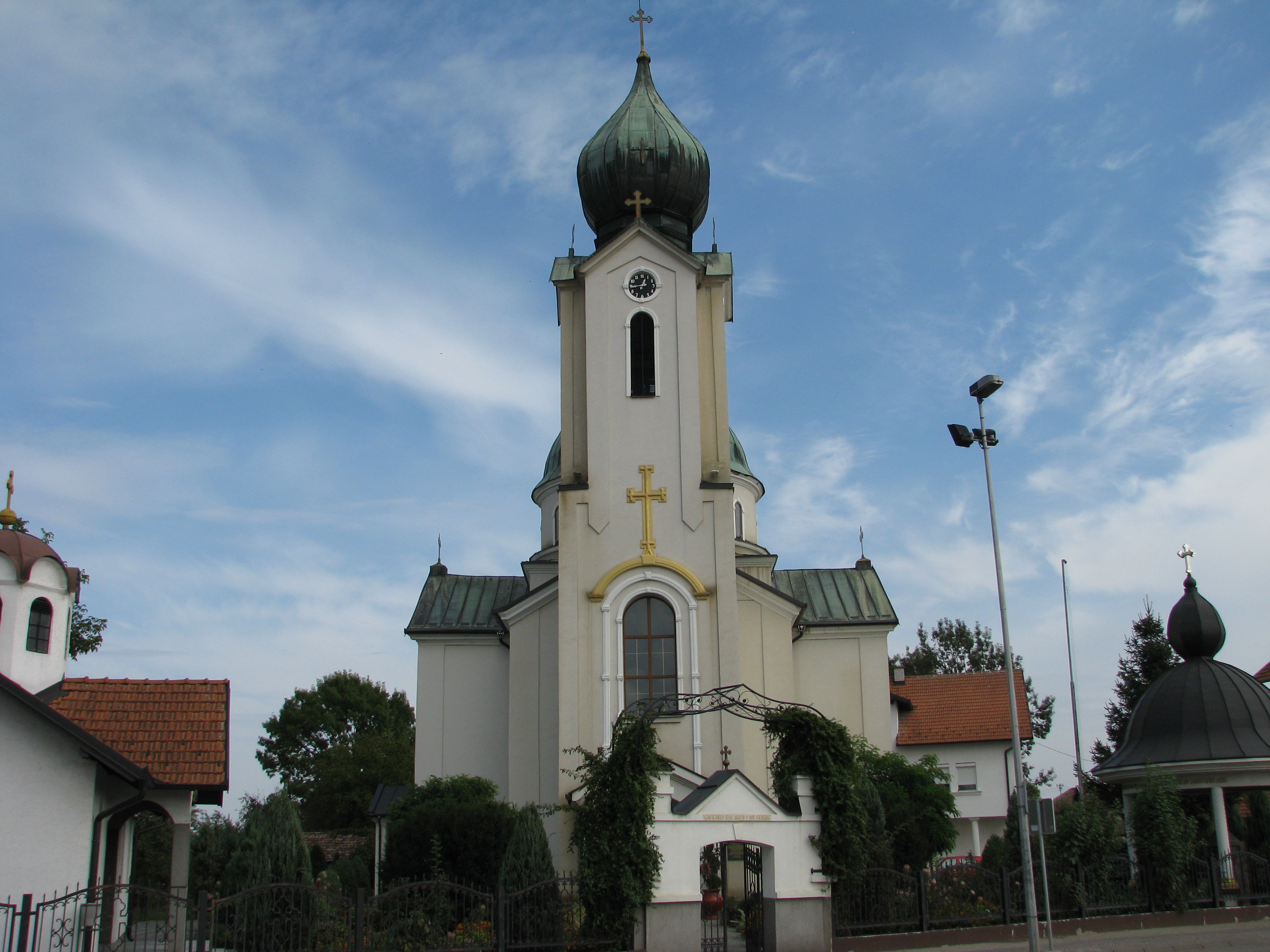
Die Serbisch-orthodoxe Kirche Hl. Prophet Elias